# توماش نسید
توماش نسید (به چکی: Tomáš Necid) (زاده ۱۳ آگوست ۱۹۸۹) بازیکن فوتبال اهل جمهوری چک است.

## تیم ملی
وی سابقه ۲۶ بازی ملی برای تیم ملی فوتبال جمهوری چک در کارنامه دارد، همچنین پست تخصصی او مهاجم است.